# 澳門2005年度頒授勳章、獎章和獎狀名單
澳門特別行政區2005年度勳章、獎章和獎狀名單於2005年12月19日由行政長官簽署行政命令，在《澳門特別行政區政府公報》公布，共有32名社會人士和8個團體和機構，表揚他們在個人成就、社會貢獻或服務澳門特別行政區方面的傑出表現。而頒授典禮於2006年1月20日下午在澳門文化中心大劇院舉行。

## 榮譽勳章

### 金蓮花榮譽勳章
- 唐志堅

### 銀蓮花榮譽勳章
- 張祖奇
- 羅榮

## 功績勳章

### 專業功績勳章
- 白彼德
- 陳曉筠

### 工商功績勳章
- 何桂鈴
- 冼志耀
- 崔煜林
- 蕭婉儀

### 旅遊功績勳章
- Andrew Wakter Stow（安德魯餅店始創人）

### 教育功績勳章
- 李碧沂修女
- 區天香
- 澳門中華教育會

### 文化功績勳章
- 呂碩基神父
- 湯梅笑

### 仁愛功績勳章
- 澳門清安醫所慈善會
- 澳門童軍總會

### 體育功績勳章
- 曾鐵明
- 黃燕慧
- 鄭穎乾

## 傑出服務獎章

### 英勇獎章
- 南亞地震中國國際救援隊澳門志願醫療分隊
- 澳門海關知識產權廳

### 勞績獎章
- 鄭國強

## 獎狀

### 榮譽獎狀
- Alan John Hackett
- Saba Payman

### 功績獎狀
- 王穎璋
- 秦志堅
- 區偉雄
- 張志遠，2005年東亞運動會空手道金牌得主
- 陳梓俊，第三十八屆世界職業技能競賽網頁設計項目(WEB Design)銅獎得主
- 麥沛然
- 黃響麟
- 楊厚芹，2005年東亞運動會舉重金牌得主
- 賈瑞，2005年東亞運動會武術金牌得主
- 賈嘉慧，2005年東亞運動會空手道金牌得主
- 鍾家立，2005年亞洲室內運動會金牌得主
- 關淑梅，2005年亞洲室內運動會金牌得主
- 第四屆東亞運動會澳門龍舟女子小龍代表隊
- 第四屆東亞運動會澳門龍舟男子小龍代表隊
- 第十一屆亞洲雪屐曲棍球錦標賽澳門雪屐曲棍球代表隊